# Siwaqaïta
La siwaqaïta és un mineral de la classe dels sulfats que pertany al grup de l'ettringita. Rep el nom de l'àrea de Siwaqa, a Jordània, la seva localitat tipus.

## Característiques
La siwaqaïta és un cromat de fórmula química Ca₆Al₂(CrO₄)₃(OH)₁₂(H₂O)₂₆·2H₂O. Va ser aprovada com a espècie vàlida per l'Associació Mineralògica Internacional l'any 2019, sent publicada per primera vegada el 2020. Cristal·litza en el sistema trigonal.
L'exemplar que va servir per a determinar l'espècie, el que es coneix com a material tipus, es troba conservat a les col·leccions del Museu Mineralògic Fersmann, de l'Acadèmia de Ciències de Rússia, a Moscou (Rússia), amb el número de registre: 5277/1.

## Formació i jaciments
Va ser descoberta al complex de Daba-Siwaqa (Governació d'Amman, Jordània), on es troba en forma d'agregats de grans i com a cristalls prismàtics hexagonals de fins a 250 mm de mida, associada a calcita. Es tracta de l'únic indret de tot el planeta on ha estat descrita aquesta espècie mineral.